# Pierre Harvey
Pierre Harvey (ur. 24 marca 1957 w Rimouski) – kanadyjski biegacz narciarski i kolarz szosowy, zawodnik klubu Skibec Rouge et Or.

## Kariera
W Pucharze Świata zadebiutował 23 lutego 1982 roku w Oslo, zajmując 16. miejsce w biegu na 15 km. Tym samym już w swoim debiucie zdobył pierwsze pucharowe punkty. Na podium zawodów tego cyklu pierwszy raz stanął 7 marca 1987 roku w Falun, wygrywając rywalizację w biegu na 30 km stylem dowolnym. W zawodach tych wyprzedził bezpośrednio Aleksieja Prokurorowa z ZSRR i Torgny’ego Mogrena ze Szwecji. W kolejnych startach jeszcze trzykrotnie plasował się w czołowej trójce: 15 grudnia 1987 roku w Castelrotto był trzeci, a 12 marca 1988 roku w Falun ponownie zwyciężył w biegu na 30 km stylem dowolnym; ponadto 19 marca 1988 roku wygrał na dystansie 50 km stylem dowolnym w Oslo. Najlepsze wyniki osiągnął w sezonie 1987/1988, kiedy zajął szóste miejsce w klasyfikacji generalnej.
W 1984 roku wziął udział w igrzyskach olimpijskich w Sarajewie, zajmując 21. miejsce w biegach na 15 i 30 km oraz 20. miejsce na dystansie 50 km. Na rozgrywanych cztery lata później igrzyskach w Calgary był dziewiąty w sztafecie, czternasty w biegu na 30 km, siedemnasty w biegu na 15 km, a w biegu na 50 km zajął 21. miejsce. Był też między innymi szesnasty w biegu na 15 km podczas mistrzostw świata w Oslo w 1982 roku oraz w biegu na 30 km podczas mistrzostw świata w Oberstdorfie pięć lat później.
Jako kolarz wystąpił na igrzyskach olimpijskich w 1976 w Montrealu w wyścigu szosowym ze startu wspólnego (zajął. 24. miejsce) oraz na igrzyskach olimpijskich w 1984 w Los Angeles, gdzie nie ukończył wyścigu ze startu wspólnego, a w konkurencji drużynowej jazdy na czas na 100 kilometrów zajął wraz z kolegami 14. miejsce. Zdobył srebrny medal igrzysk Wspólnoty Narodów w 1978 w Edmonton w wyścigu indywidualnym oraz brązowy medal igrzysk panamerykańskich w 1979 w San Juan w jeździe drużynowej na czas.
Jego syn – Alex także został biegaczem narciarskim.

## Osiągnięcia

### Igrzyska olimpijskie
| Miejsce | Dzień     | Rok  | Miejscowość | Konkurencja             | Czas biegu | Strata  | Zwycięzca            |
| ------- | --------- | ---- | ----------- | ----------------------- | ---------- | ------- | -------------------- |
| 21.     | 10 lutego | 1984 | Sarajewo    | 30 km stylem dowolnym   | 1:28:56,3  | +4:48,1 | Nikołaj Zimiatow     |
| 21.     | 13 lutego | 1984 | Sarajewo    | 15 km stylem klasycznym | 41:25,6    | +2:10,8 | Gunde Svan           |
| 20.     | 19 lutego | 1984 | Sarajewo    | 50 km stylem klasycznym | 2:15:55,8  | +9:08,3 | Thomas Wassberg      |
| 14.     | 15 lutego | 1988 | Calgary     | 30 km stylem klasycznym | 1:24:26,3  | +3:55,4 | Aleksiej Prokurorow  |
| 17.     | 19 lutego | 1988 | Calgary     | 15 km stylem klasycznym | 41:18,9    | +2:03,1 | Michaił Diewiatjarow |
| 9.      | 22 lutego | 1988 | Calgary     | Sztafeta 4x10 km        | 1:43:58,6  | +5:01,1 | Szwecja              |
| 21.     | 27 lutego | 1988 | Calgary     | 50 km stylem dowolnym   | 2:04:30,9  | +6:23,9 | Gunde Svan           |

### Mistrzostwa świata
| Miejsce | Dzień       | Rok  | Miejscowość      | Konkurencja             | Czas biegu | Strata   | Zwycięzca        |
| ------- | ----------- | ---- | ---------------- | ----------------------- | ---------- | -------- | ---------------- |
| DNF     | 20 lutego   | 1982 | Oslo             | 30 km stylem dowolnym   | 1:21:52,3  | -        | Thomas Eriksson  |
| 16.     | 23 lutego   | 1982 | Oslo             | 15 km stylem dowolnym   | 38:52,5    | +1:09,6  | Oddvar Brå       |
| 35.     | 27 lutego   | 1982 | Oslo             | 50 km stylem klasycznym | 2:32:00,9  | +19:38,2 | Thomas Wassberg  |
| 22.     | 18 stycznia | 1985 | Seefeld in Tirol | 30 km stylem klasycznym | 1:18:24,1  | +4:00,4  | Gunde Svan       |
| 25.     | 22 stycznia | 1985 | Seefeld in Tirol | 15 km stylem klasycznym | 40:42,7    | +3:08,0  | Kari Härkönen    |
| 24.     | 27 stycznia | 1985 | Seefeld in Tirol | 50 km stylem klasycznym | 2:10:49,9  | +8:08,2  | Gunde Svan       |
| 16.     | 12 lutego   | 1987 | Oberstdorf       | 30 km stylem klasycznym | 1:24:30,1  | +6:57,2  | Thomas Wassberg  |
| 35.     | 15 lutego   | 1987 | Oberstdorf       | 15 km stylem klasycznym | 43:01,8    | +3:56,3  | Marco Albarello  |
| 8.      | 17 lutego   | 1987 | Oberstdorf       | Sztafeta 4x10 km        | 1:38:04,6  | +3:22,6  | Szwecja          |
| 25.     | 21 lutego   | 1987 | Oberstdorf       | 50 km stylem dowolnym   | 2:11:27,2  | +10:19,9 | Maurilio De Zolt |

### Puchar Świata

#### Miejsca w klasyfikacji generalnej
- sezon 1981/1982: 21.
- sezon 1982/1983: 21.
- sezon 1983/1984: 33.
- sezon 1984/1985: 15.
- sezon 1985/1986: 9.
- sezon 1986/1987: 7.
- sezon 1987/1988: 6.

#### Miejsca na podium
| Nr | Dzień      | Rok  | Miejscowość | Konkurencja           | Czas biegu | Pozycja | Strata | Zwycięzca     |
| -- | ---------- | ---- | ----------- | --------------------- | ---------- | ------- | ------ | ------------- |
| 1. | 7 marca    | 1987 | Falun       | 30 km stylem dowolnym | ?          | 1.      | -      | -             |
| 2. | 15 grudnia | 1987 | Castelrotto | 30 km stylem dowolnym | ?          | 3.      | ?      | Torgny Mogren |
| 3. | 12 marca   | 1988 | Falun       | 30 km stylem dowolnym | ?          | 1.      | -      | -             |
| 4. | 19 marca   | 1988 | Oslo        | 50 km stylem dowolnym | 2:13:17,5  | 1.      | -      | -             |